# Saint-Brandan
Saint-Brandan (tiếng Breton: Sant-Vedan, Gallo: Saent-Medan) là một xã của tỉnh Côtes-d’Armor, thuộc vùng Bretagne, tây bắc Pháp.

## Dân số
Người dân ở Saint-Brandan được gọi là Brandanais.